# Brnca
Brnca (nemško Fürnitz) je z okoli 1.500 prebivalci največje naselje v občini Bekštanj na Koroškem. Vas leži na nadmorski višini 508 mnm ob začetku rožanske magistrale, ceste ki poteka od Brnce do Kožentavre, ter ob železniški progi Beljak - Trst.
Slovensko narečje tega kraja in okolice pripada ziljščini.
Brnca se z bližnjo vasjo Spodnji Breg (Unterrain) že sklaplja v eno naselje. V Brnci ima tovarna ELAN iz Begunj na Gorenskem obrat za proizvodnjo smuči. V bližini, 3 km proti jugu, leži vas Gripče (Korpitsch), ki je primerno izhodišče za izlete na vrhove vzhodno od Korenskega sedla vse do planine Maloško poldne (1828 mnm).
| Delež Slovencev 1951 | Delež Slovencev 1961 | Delež Slovencev 1971 | Delež Slovencev 1991 | Delež Slovencev 2001 | Št. preb. 2001 |
| -------------------- | -------------------- | -------------------- | -------------------- | -------------------- | -------------- |
| 22,1%                | 11,4%                | 8,4%                 | 2,7%                 | 2,2%                 | 1390           |

## SPD Dobrač
Na Brnci je tudi sedež Slovenskega prosvetnega društva Dobrač.
Slovensko prosvetno društvo Dobrač je bilo ustanovljeno 29. novembra 1906 pod imenom Slovensko tamburaško in pevsko društvo Dobrač na Brnci. Namen društva je bil krepiti slovensko identiteto koroških Slovencev z družabnim muziciranjem. Je najstarejše aktivno društvo v občini. Glavne dejavnosti so bila družabna srečanja, igranje tamburašev in gledališke predstave ter zborovsko petje.
Društvo so razpustili nacisti, njegovo premoženje pa je bilo ukradeno in/ali uničeno. Dejavnosti so se nadaljevale po vojni. Slovensko kulturno društvo je še danes registrirano in dejavno, čeprav se je jezikovna krajina precej spremenila.
Oktobra so praznovali 115. obletnico ustanovitve društva.
Kulturno društvo SPD Dobrač je vključeno v "Pobudo za ohranitev poljskih in hišnih imen".  Ta prizadevanja so bila leta 2010 visoko nagrajena z vpisom slovenskih poljskih imen na Koroškem na Unescov seznam nesnovne kulturne dediščine.